# Großheirath
Großheirath település Németországban, azon belül Bajorországban. Lakosainak száma 2639 fő (2023. december 31.). Großheirath Bad Staffelstein, Seßlach és Untersiemau községekkel határos.

## Népesség
A település népessége az elmúlt években az alábbi módon változott:
| Lakosok száma | 2113 | 811  | 2610 | 2598 | 2527 | 2569 | 2646 | 2679 | 2645 | 2639 |
|               | 1970 | 1975 | 2011 | 2012 | 2014 | 2015 | 2017 | 2019 | 2022 | 2023 |